# Doba ljubavi i doba smrti (1958.)
Doba ljubavi i doba smrti (eng. A Time to Love and a Time to Die), američki dramski ratni film iz 1958. godine. Film antiratne poruke. Redatelj je Nijemac Douglas Sirk. Film je snimljen prema djelu njemačkog pisca Ericha Marije Remarquea, poznatog po djelu Na Zapadu ništa novo, pa je ovaj film nazivan Na Istoku ništa novo. Remarque je surađivao na scenariju i u filmu se pojavio u cameo ulozi.

## Sažetak radnje
Godine 1944. njemački vojnik Ernst Graeber napokon je dobio dopust te se s istočnog bojišta vratio kući. U rodnom gradu četvrt njegovih roditelja potpuno je srušena. Pokušava ih pronaći. Dok mu rodni grad bombardiraju i sugrađani se bore za golo preživljavanje upoznao je kći političkog zatvorenika Elisabeth, s kojom se zbližio. Pokušavaju zajedno preživjeti okrutnu ratnu svakodnevnicu.